# Zimmernsupra
Zimmernsupra (früher offiziell Zimmern supra geschrieben) ist eine Gemeinde im thüringischen Landkreis Gotha und Mitglied der Verwaltungsgemeinschaft Nesseaue.

## Geografie
Zimmernsupra liegt ca. 12 km nordöstlich der Kreisstadt Gotha und ca. 12 km westlich von Erfurt. Einziges Fließgewässer des Ortes ist das am nordwestlichen Dorfrand entspringende Rinnsal des Flachsröstengrabens, der sich durch die Ortslage schlängelt und sich wenige hundert Meter südlich in den von Osten kommenden Mollbach ergießt. Dieser wiederum mündet nördlich des Nachbardorfes Nottleben in die Nesse.
Der höchste Punkt der Gemarkung Zimmernsupra ist die im Nordwesten liegende Bienstädter Höhe (344,8 m ü. NN), der tiefste Punkt liegt im Südsüdwesten, wo der Mollbach das Gemeindegebiet bei 291 m ü. NN nach Nottleben verlässt. Der in der Nähe des westlichen Dorfrandes liegende Hopfenberg (314,1 m ü. NN) lässt vermuten, dass Zimmernsupra einst über eine Braugerechtigkeit verfügte.
Der Ort wird durchkreuzt von der L 1044 (Ermstedt – Bienstädt), sie ist gleichzeitig im Ortsverlauf die L 1043 (Erfurt – Tröchtelborn). Nach Osten verlässt die K 24 (gleichzeitig L 1043) den Ort, um nach 1400 m schnurgeraden Verlaufs an der Gemeindegrenze (Erfurter Tor) bei der K 12 zu enden, die von dort in Richtung Töttelstädt nach Norden führt.

## Geschichte
Die erste urkundliche Erwähnung des Ortes im Breviarium sancti Lulli entstammt dem Jahre 775. Hier wurde der Name „Cimbero“ für den Ort verwendet. Weitere (frühe) Nennungen erfolgten Jahr 1247 „Zimmern in montanis“, 1285 „Cymmern“, 1380 „Zcymmern vff dem bergen“, 1571 „Zimmernn“, 1754 „Zimmernsupra“ und 1833 zeitweilig „Oberzimmern“. Der Ortsname wurde gedeutet als „in dem / bei dem gezimmerten Haus“ – möglicherweise eine ungewöhnliche Holzkonstruktion, die in der Entstehungszeit des Ortsnamens eine regionale Bekanntheit hatte.
Die Grafen von Gleichen und das auch in Mittelthüringen reich begüterte Kloster Hersfeld waren bis Mitte des 14. Jahrhunderts die Besitzer des Dorfes. Im Ort bestanden Höfe der Dienstadeligen Trebis, Utzberg und Bodewitz.
Ab 1358 gehörte der Ort zum Territorium der zur Großstadt heranwachsenden Handelsstadt Erfurt. Die Übernahme von Zimmernsupra erfolgte in mehreren Schritten und war um 1600 beendet. Zur Verwaltung der Erfurter Außenbesitzungen wurden Vogteien gebildet, wobei Zimmernsupra der Vogtei Nottleben zugeteilt war. Diese Verwaltungsstruktur bestand bis 1706. Eine Verwaltungsreform veränderte 1706 den Zuschnitt der Erfurter Verwaltungseinheiten, man richtete nun eine Ämterverwaltung ein, bei der Zimmernsupra dem etwa gleich großen Amt Alach zugeteilt wurde.

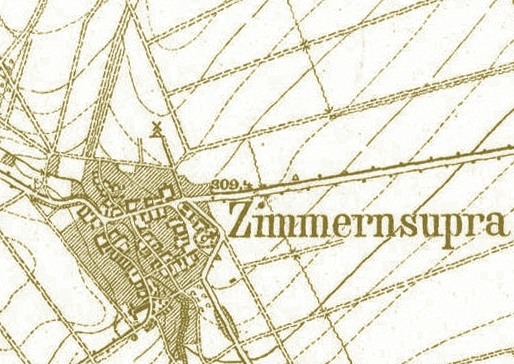
Zimmernsupra um 1880

Im 19. Jahrhundert erfolgten mehrere Wechsel der Landesherrschaft, ausgelöst durch die napoleonische Fremdherrschaft und den Untergang von Kurmainz als Staatsgebiet. Erfurt und seine Landgemeinden gingen 1802 von Kurmainz an Preußen, ab 1816 wurde Erfurt Teil der preußischen Provinz Sachsen. Der Verwaltungssitz verlagerte sich nach Magdeburg, Erfurt blieb als Regierungsbezirkshauptstadt weiter von Bedeutung. Zimmernsupra gehörte dann zeitweilig zum Landkreis Erfurt und wurde 1932 dem Landkreis Weißensee zugeteilt.
Als Teil der DDR gehörte Zimmernsupra ab 1952 zum Kreis Erfurt-Land. Wenige Jahre nach dem Beitritt Thüringens zur Bundesrepublik Deutschland (Deutsche Wiedervereinigung) wurde Zimmernsupra 1994 Teil des neu gebildeten Landkreises Gotha.

### Einwohnerentwicklung

Einwohnerentwicklung von Zimmernsupra von 1840 bis 2018

| Jahr | Einwohnerzahl |
| ---- | ------------- |
| 1840 | 398           |
| 1850 | 426           |
| 1855 | 401           |
| 1864 | 443           |
| 1945 | 600           |
| 1959 | 529           |
| 1994 | 321           |
| 1995 | 300           |
| 1996 | 312           |
| 1997 | 356           |
| 1998 | 394           |
| 1999 | 399           |

| Jahr | Einwohnerzahl |
| ---- | ------------- |
| 2000 | 384           |
| 2001 | 376           |
| 2002 | 358           |
| 2003 | 375           |
| 2004 | 381           |
| 2005 | 389           |
| 2006 | 391           |
| 2007 | 390           |
| 2008 | 382           |
| 2009 | 382           |
| 2010 | 375           |
| 2011 | 367           |

| Jahr | Einwohnerzahl |
| ---- | ------------- |
| 2012 | 353           |
| 2013 | 349           |
| 2014 | 343           |
| 2015 | 349           |
| 2016 | 347           |
| 2017 | 340           |
| 2018 | 334           |
| 2019 | 346           |
| 2020 | 346           |
| 2021 | 341           |
| 2022 | 333           |

## Bürgermeister
Von Juni 2022 bis April 2024 war Christoph Mader Bürgermeister von Zimmernsupra. Er schied durch den Verlust der Wählbarkeit aufgrund eines Wohnortwechsels aus dem Amt aus, bis zu einer Neuwahl amtiert der Beigeordnete Matthias Gloria.

## Kultur und Sehenswürdigkeiten

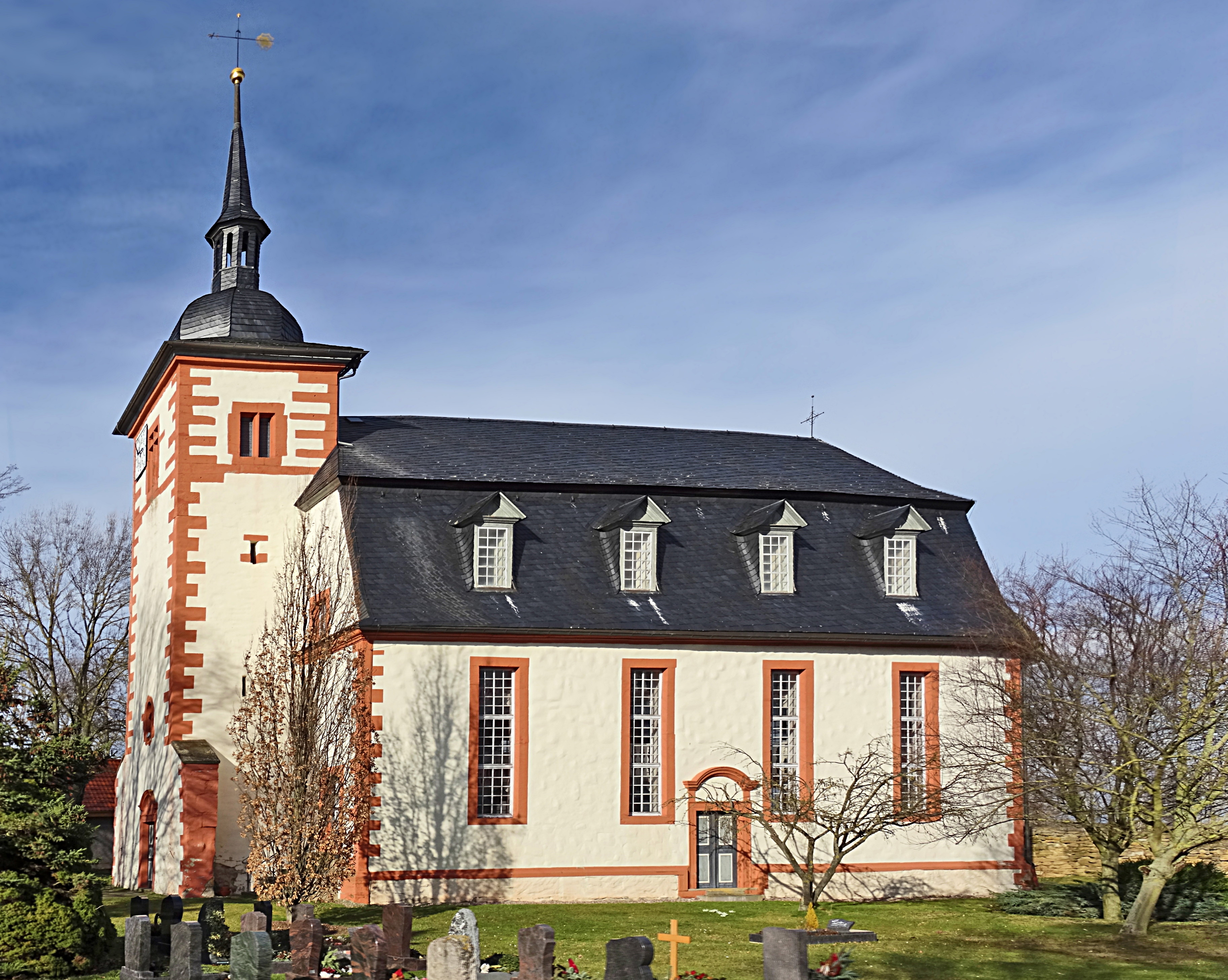
St.-Jacobus-Kirche

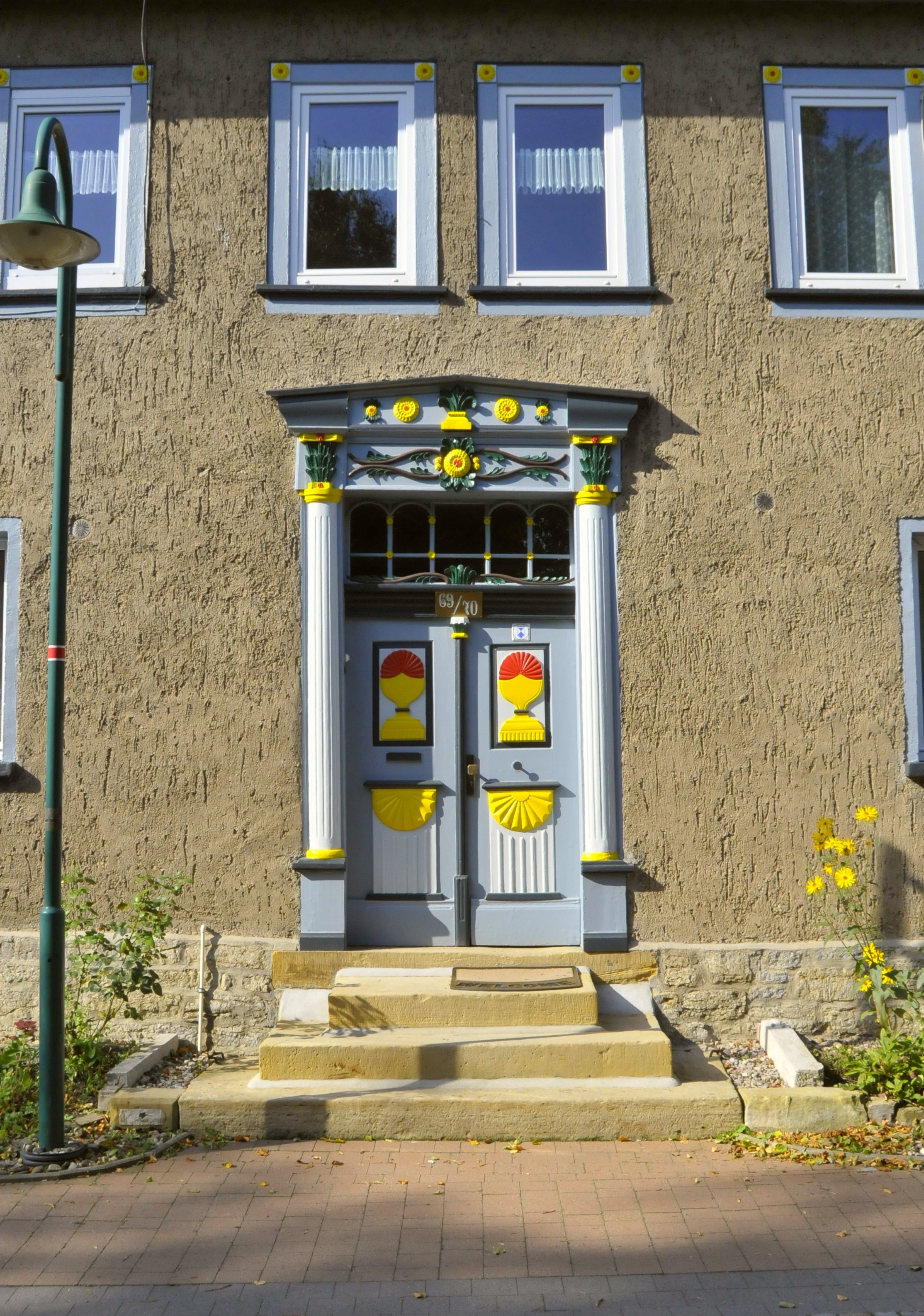
Denkmalgeschütztes Wohnhaus

### Gasthaus „Zur Kaiserlinde“

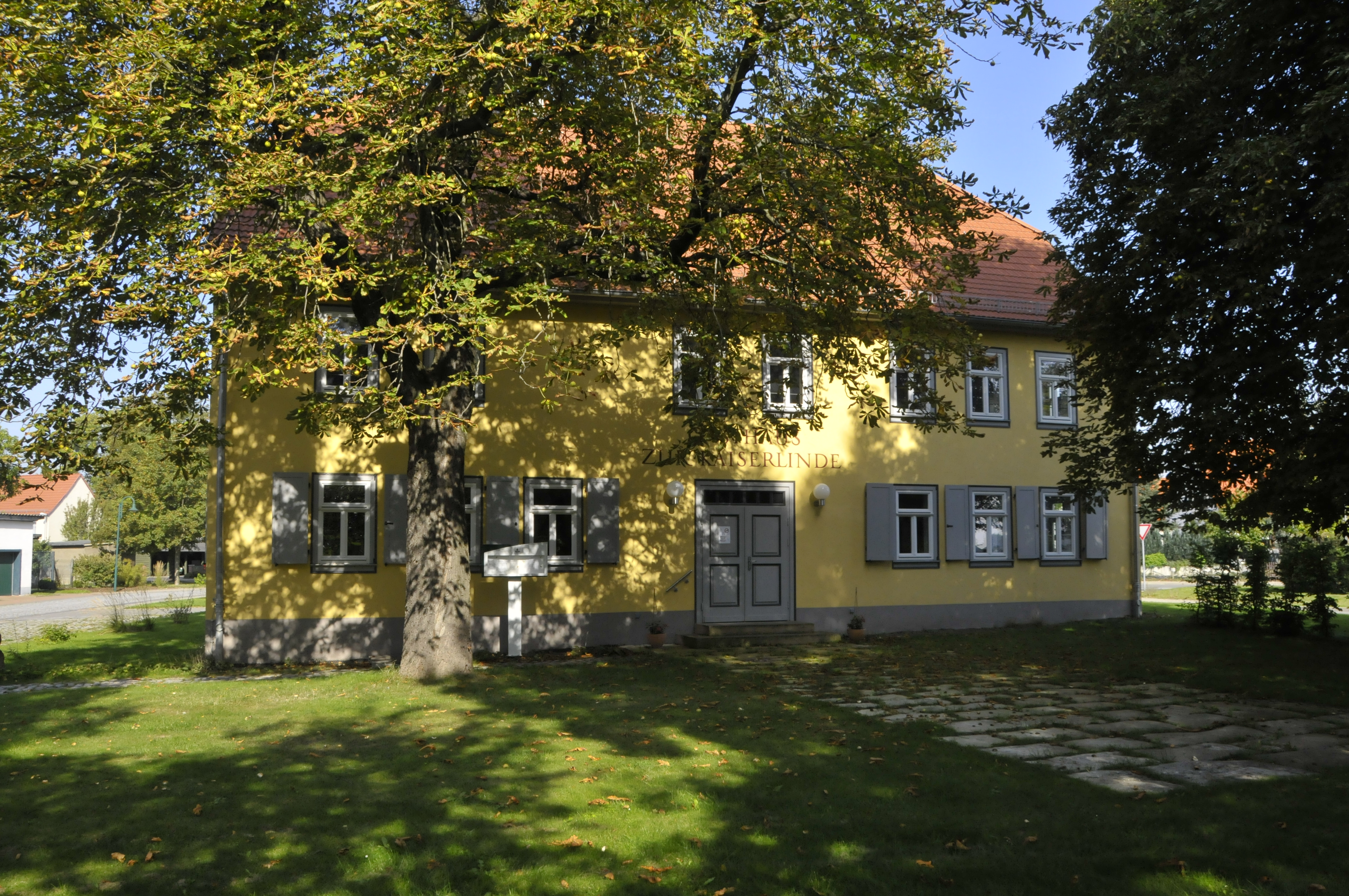
Gasthaus Zur Kaiserlinde

Unweit der Kirche steht das Gasthaus zur Kaiserlinde mit dem entsprechenden stattlichen Baum. Das Gebäude war um 1928 im Besitz des Wirts und Fleischermeisters Ernst in der Au. Die Posthilfsstelle und die erste „Oeffentliche Fernsprechstelle“ des Ortes befanden sich ebenfalls in den Räumlichkeiten. Zum Grundstück zählte auch ein Großer (Bier-)Garten sowie Gesellschafts- und Vereinszimmer. Das Gebäude wurde im Jahre 2008 aufwändig für 933.538 Euro grundsaniert und mit einer neuen Innenausstattung versehen. Seit 2012 beherbergt das Gasthaus ein italienisches Restaurant mit saisonalem Biergarten.

### Schiller-Museum
Im Jahre 2011 wurde das kleine Museum vom Archivar und Historiker Hans-Jörg Ruge als Gegenentwurf zu etablierten Schillermuseen konzipiert. Im Zentrum der Ausstellung „Schiller gestern und heute.“ steht ein Überblick über alle Lebensstationen Friedrich Schillers und nicht nur einzelne lokal und zeitlich begrenzte Ausschnitte.

### Sport
Jedes Jahr wird vom lokalen Sportverein ein Sportfest organisiert; die wichtigsten Disziplinen sind: Baumstammwerfen, Fußball, Gewichtshochwurf, Gewichtsweitwurf, Steinstoßen, Tischtennis und Volleyball.

## Persönlichkeiten
- Jörg Kellner (* 1958), Politiker (CDU), von 2009 bis 2024 Mitglied des Thüringer Landtags, lebt in Zimmernsupra, wo er auch aufgewachsen ist
- Johann Gabriel Meder (1729–1800), Komponist, der vor allem in den Niederlanden wirkte, in Zimmernsupra geboren